# Valençay
Valençay là một xã ở tỉnh Indre ở miền trung nước Pháp. Xã này có diện tích 41,59 km², dân số năm 1999 là 2736 người. Khu vực này có độ cao trung bình 145 mét trên mực nước biển. 
Thị trấn này tọa lạc trong thung lũng Loire.
- Berry
- Saint-Benoît-du-Sault
- Xã của tỉnh Indre

Valençay
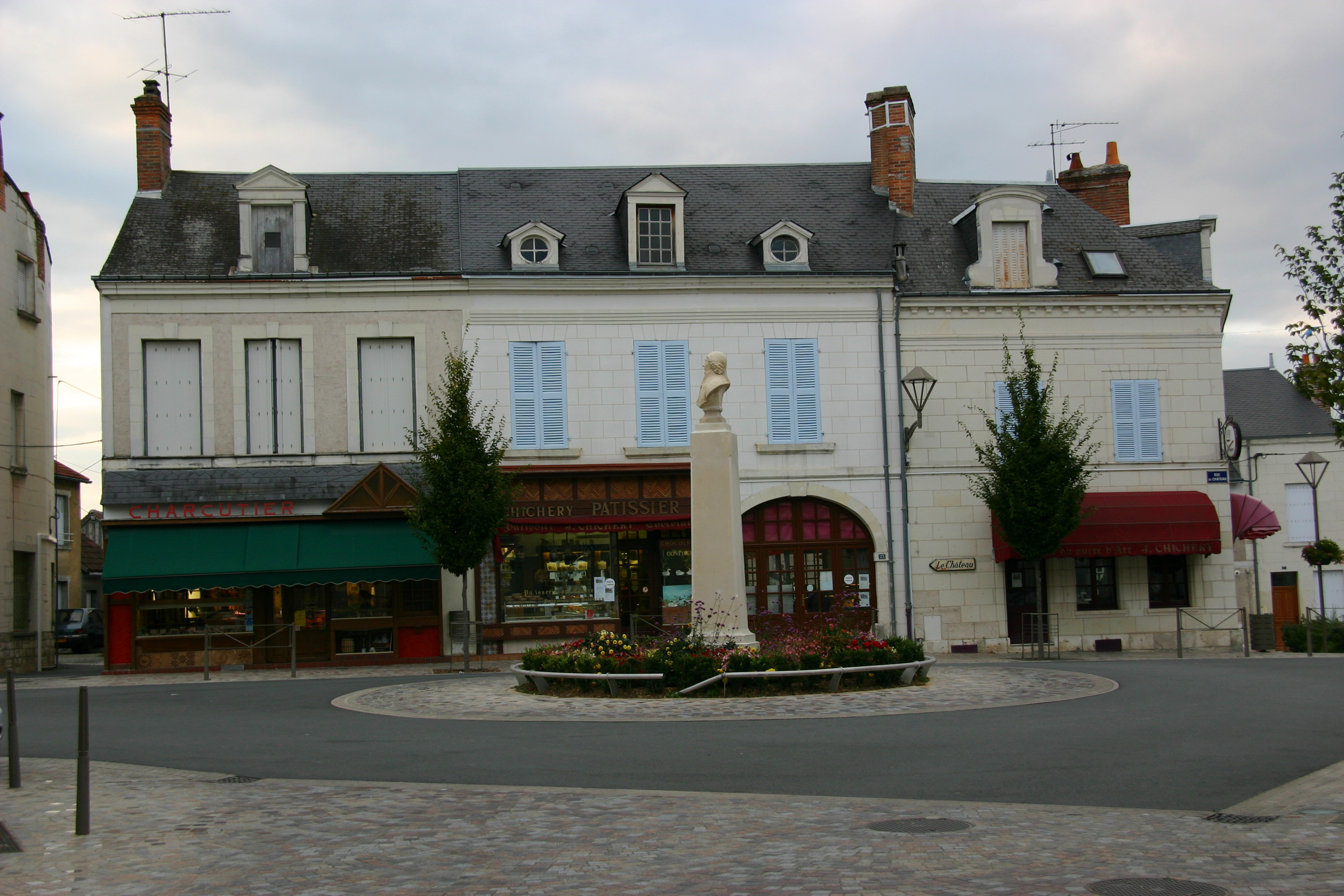
Valençay
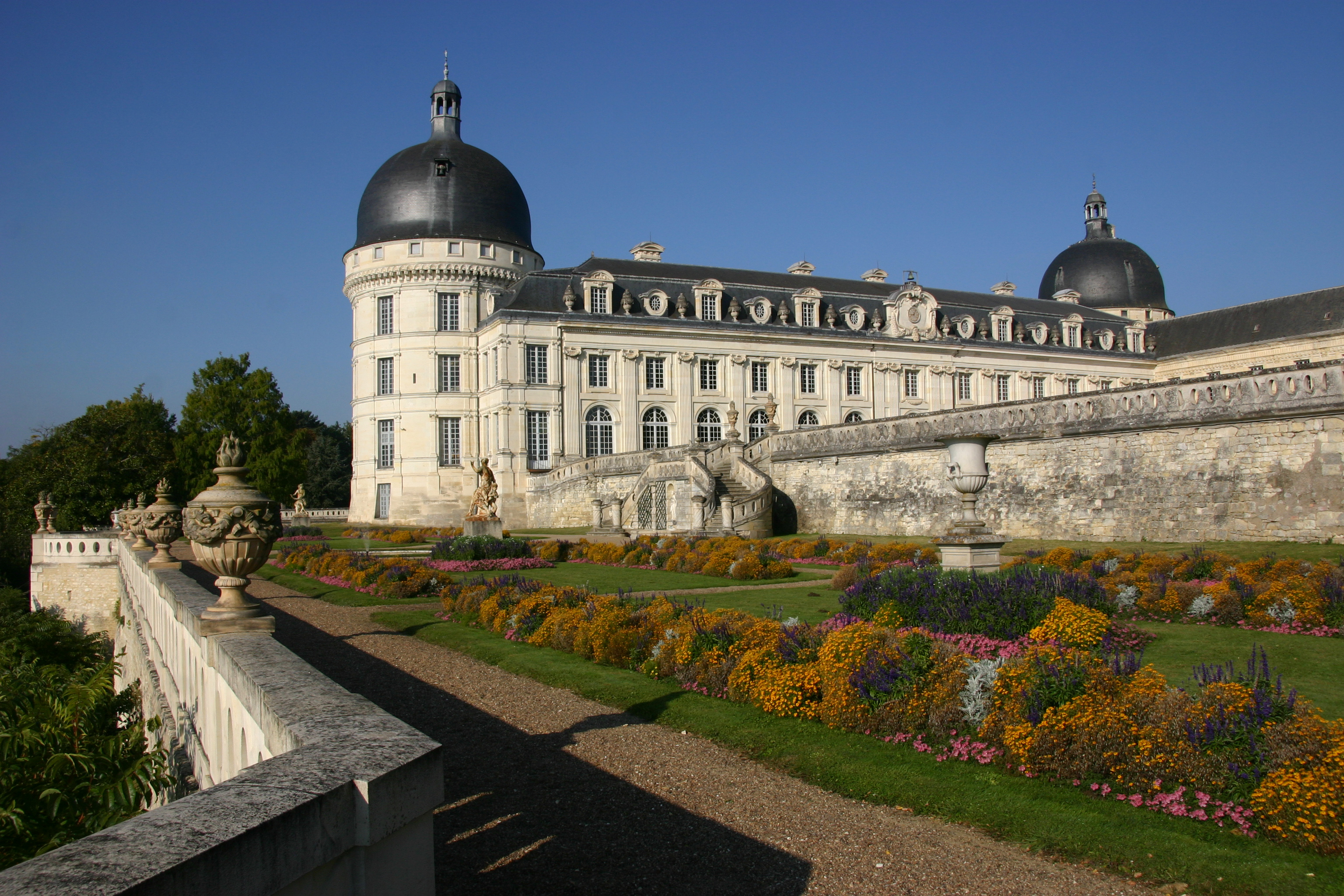
Château de Valençay
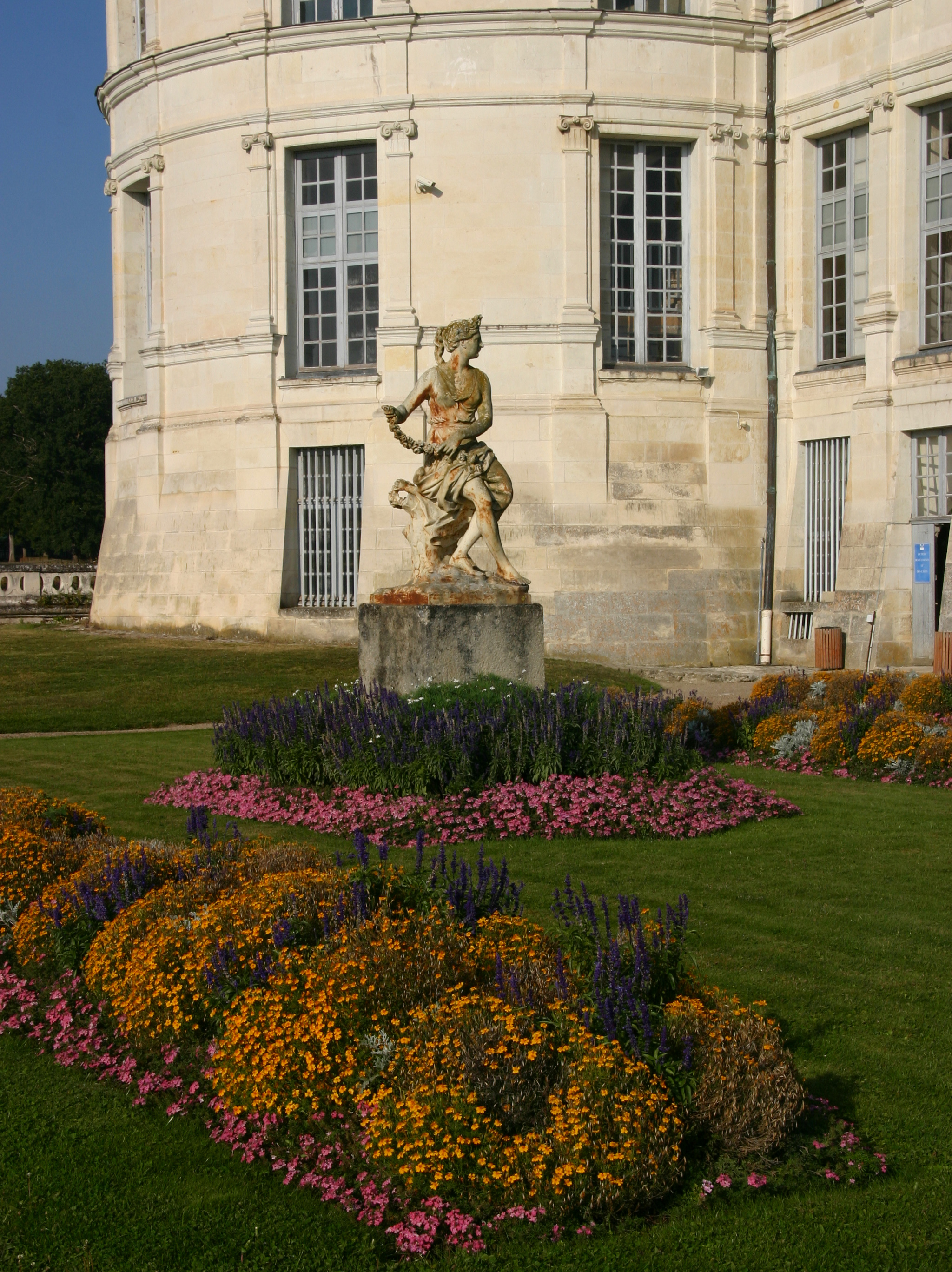
Terrasse du château
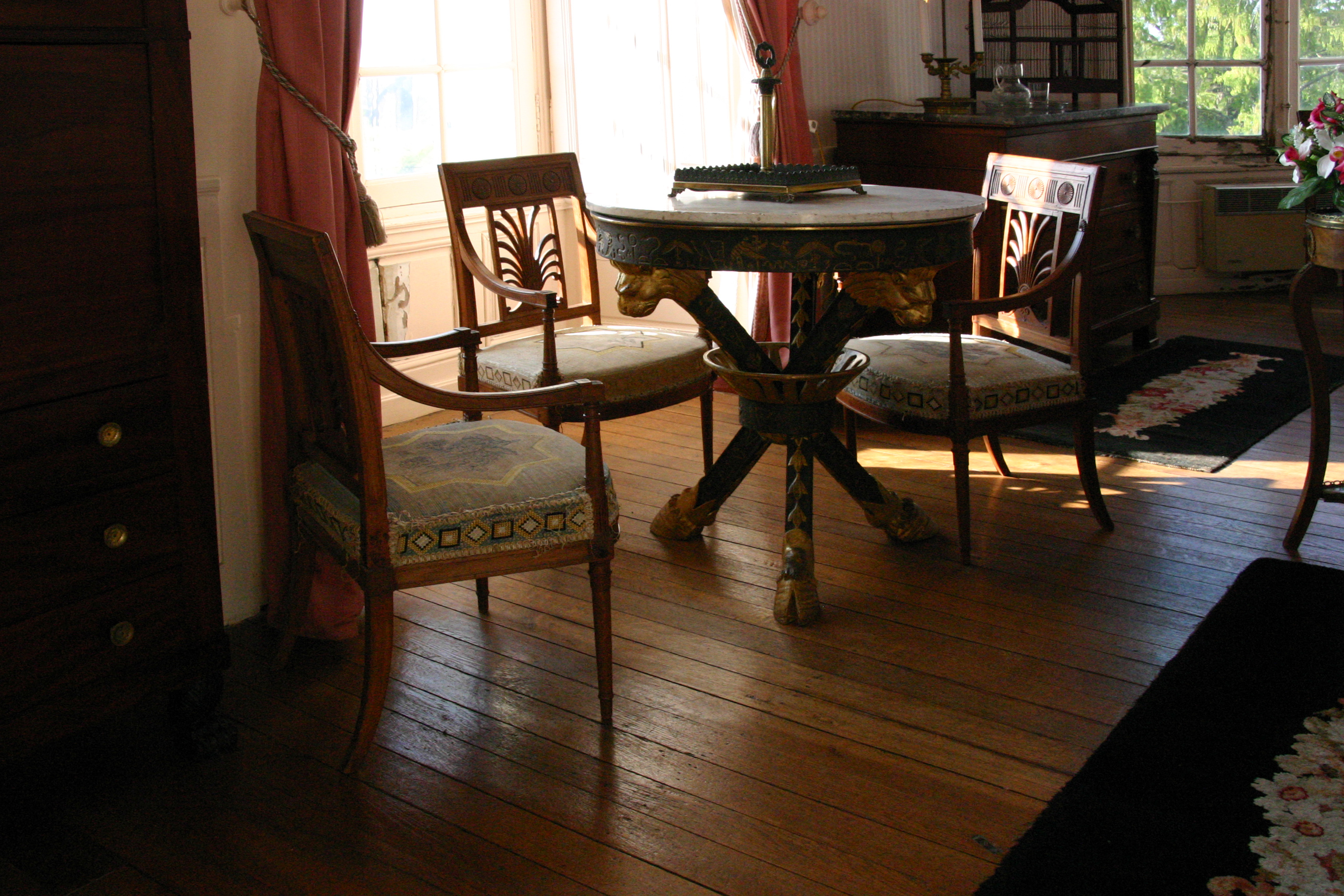
Interieur du château
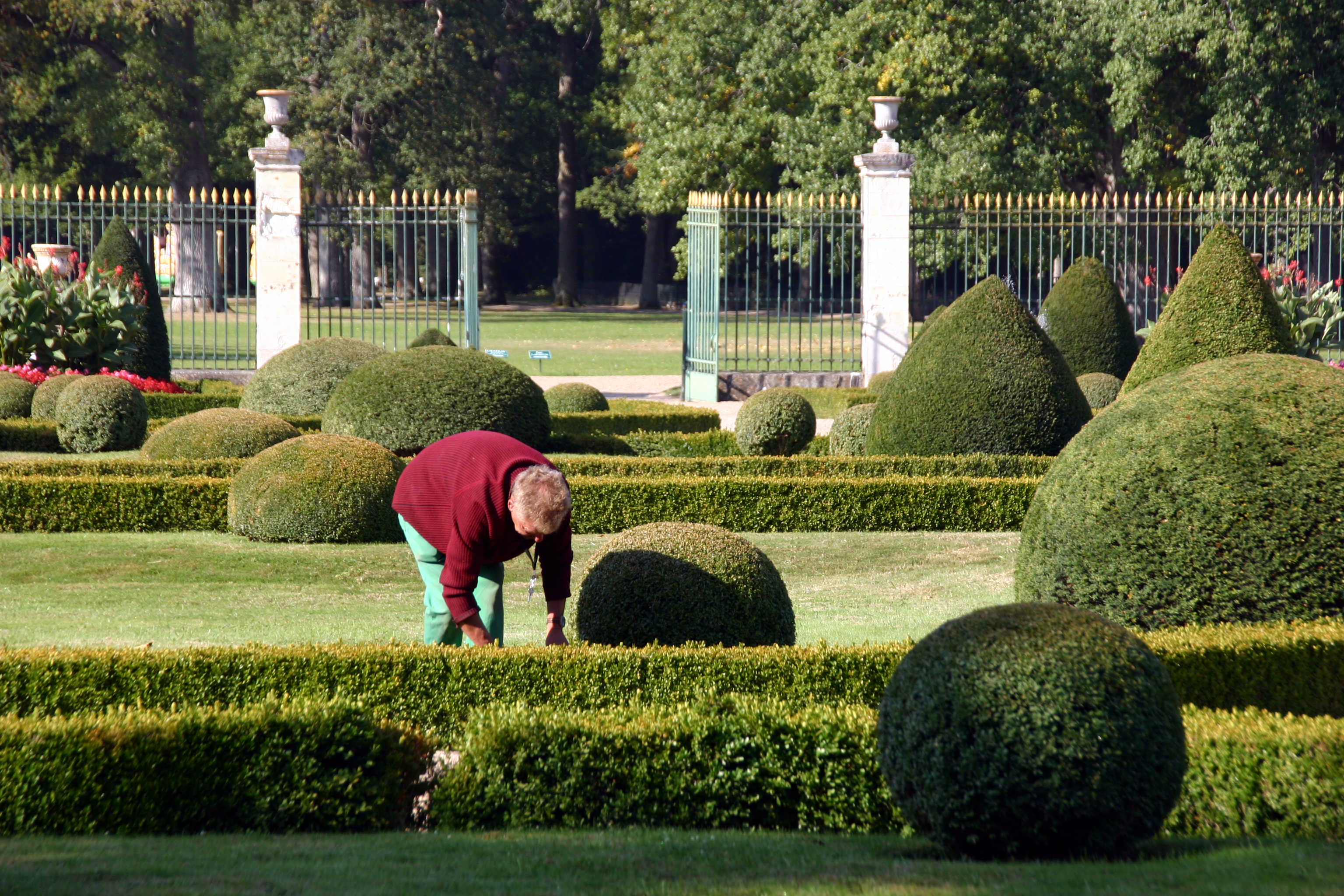
Jardin du château